# Calophyllum parvifolium
Calophyllum parvifolium är en tvåhjärtbladig växtart som beskrevs av Jacques Denys Denis Choisy. Calophyllum parvifolium ingår i släktet Calophyllum och familjen Calophyllaceae. Inga underarter finns listade i Catalogue of Life.